# Maison natale de Jovan Sterija Popović
La maison natale de Jovan Sterija Popović (en serbe cyrillique : Родна кућа Јована Стерије Поповића ; en serbe latin : Rodna kuća Jovana Sterije Popovića) est située à Vršac, dans la province de Voïvodine et dans le district du Banat méridional, en Serbie. Elle est inscrite sur la liste des monuments culturels de grande importance de la république de Serbie (identifiant no SK 1098).

## Présentation

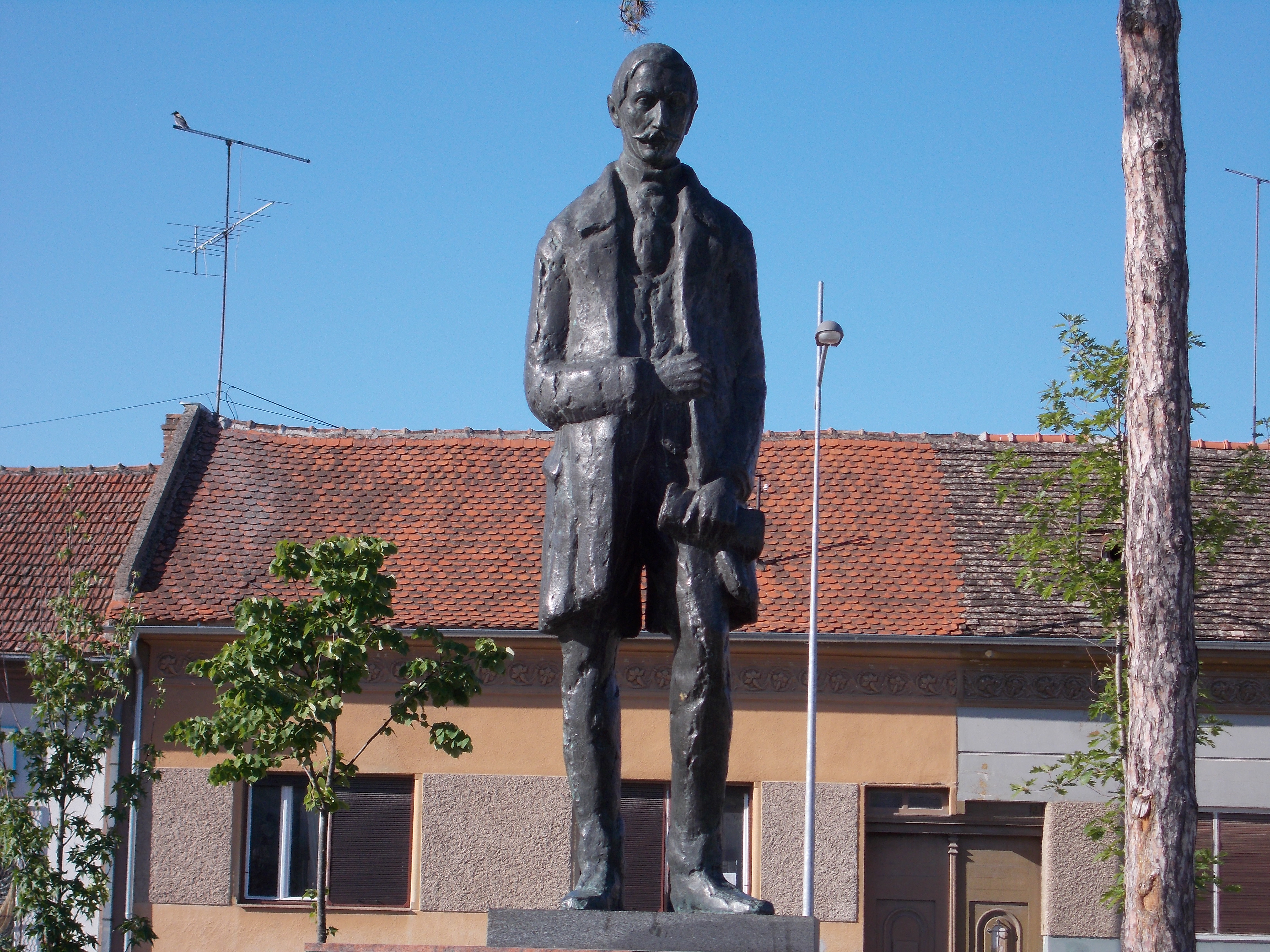
Monument de Jovan Sterija Popović à Vršac

La maison actuelle, située 11 Trg svetog Teodora Vršačkog, a été construite en 1868 à l'emplacement de la maison familiale remontant au XVIIIe siècle où est né l'écrivain Jovan Sterija Popović (1806–1856). Elle dispose d'un rez-de-chaussée à usage commercial, d'un premier étage à usage résidentiel et d'une cour construite plus tard.
En 1871, le frère de Sterija, Đorđe Popović, a donné la maison pour satisfaire aux besoins des jeunes écrivains et, en 1974, elle est devenue le siège de la Société littéraire de Vršac. La maison accueille alors des soirées littéraires, des conférences et des expositions. Depuis 2011, la maison abrite un musée avec une collection de meubles, de manuscrits, de documents et de photographies consacrée à Jovan Sterija Popović,,.
Jovan Sterija Popović, surnommé « le père de la comédie serbe », a notamment écrit L'Avare (Tvrdica) et La Courge qui se donne de grands airs (Pokondirena tikva). Il figure sur la liste des Cent Serbes les plus éminents établie par l'Académie serbe des sciences et des arts.